# Suecia en los Juegos Olímpicos de Múnich 1972
Suecia estuvo representada en los Juegos Olímpicos de Múnich 1972 por un total de 131 deportistas que compitieron en 18 deportes.  
El portador de la bandera en la ceremonia de apertura fue el jinete Jan Jönsson.

## Medallistas
El equipo olímpico sueco obtuvo las siguientes medallas:
| Nombre                                                                  | Deporte            | Competición            |
| ----------------------------------------------------------------------- | ------------------ | ---------------------- |
| Oro                                                                     |                    |                        |
| Gunnar Larsson                                                          | Natación           | 200 m estilos M        |
| Gunnar Larsson                                                          | Natación           | 400 m estilos M        |
| Ulrika Knape                                                            | Saltos             | Plataforma 10 m F      |
| Ragnar Skanåker                                                         | Tiro               | Pistola 50 m M         |
| Plata                                                                   |                    |                        |
| Jan Karlsson                                                            | Lucha libre        | 74 kg M                |
| Rolf Peterson                                                           | Piragüismo         | K1 1000 m M            |
| Ulrika Knape                                                            | Saltos             | Trampolín 3 m F        |
| Pelle Petterson Stellan Westerdahl                                      | Vela               | Star M                 |
| Bo Knape Stefan Krook Lennart Roslund Stig Wennerström                  | Vela               | Soling M               |
| Gunnar Jervill                                                          | Tiro con arco      | Individual M           |
| Bronce                                                                  |                    |                        |
| Rickard Bruch                                                           | Atletismo          | Disco M                |
| Hasse Thomsén                                                           | Boxeo              | Pesado (+81 kg) M      |
| Hans Bettembourg                                                        | Halterofilia       | 90 kg M                |
| Jan Jönsson (Sarajevo)                                                  | Hípica             | Concurso completo ind. |
| Ulla Håkansson (Ajax) Ninna Swaab (Casanova) Maud von Rosen (Lucky Boy) | Hípica             | Doma por eqs.          |
| Jan Karlsson                                                            | Lucha grecorromana | 74 kg M                |